# Miguel Núñez Borreguero
Miguel Núñez Borreguero (nascut el 4 de juny de 1987) és un futbolista espanyol. Principalment migcampista defensiu, també pot jugar com a defensa central o lateral esquerre.

## Carrera de club
Núñez va néixer a Siruela, província de Badajoz. Va passar la major part de les seves nou primeres temporades com a sènior amb l'Albacete Balompié, representant també els seus filials i el CF Villanovense (cedit) a Tercera Divisió.
Núñez va debutar a Segona Divisió amb el primer equip el 30 de gener de 2010, entrant com a substitut al minut 70 en un empat 2-2 a casa contra el Rayo Vallecano i marcant l'últim gol del partit. Va descendir dues vegades amb el club d'aquest nivell, fent 212 aparicions competitives durant la seva estada al club.
Després de deixar l'Estadi Carlos Belmonte, Núñez va continuar jugant a tercera divisió, amb SD Ponferradina, RCD Mallorca, UD Eivissa, CF Badalona, CD Badajoz i CE Eldenc. El 24 d'agost de 2023, després d'ajudar aquest darrer club en el seu ascens a segon nivell, va rescindir el seu contracte.